# Utopia (serie televisiva 2013)
Utopia è una serie televisiva britannica ideata da Dennis Kelly e trasmessa in prima visione su Channel 4 a partire dal 15 gennaio 2013. Nel cast figurano Fiona O'Shaughnessy, Alexandra Roach e Nathan Stewart-Jarrett.
La serie è ambientata a Londra ma le riprese si sono svolte dall'aprile all'ottobre 2012 nella zona di Liverpool. Lo show è stato cancellato da Channel 4 il 3 novembre 2014.
Nel 2020 è stato prodotto da Amazon un omonimo remake statunitense, con protagonisti John Cusack e Rainn Wilson.

## Trama
La serie è un thriller cospirativo che racconta la storia dei cinque possessori del sequel di un graphic novel, The Utopia Experiments, il quale contiene delle informazioni segrete su una potenziale arma di distruzione di massa. Essi sono il bersaglio di una pericolosa organizzazione chiamata The Network, capeggiata dal misterioso Mr. Rabbit, che tenterà con qualsiasi mezzo di procurarsi il manoscritto e conoscere il segreto di Utopia. L'obiettivo del Network è anche quello di trovare "Jessica Hyde", una ragazza fuggitiva che si unirà presto al gruppo dei protagonisti, e che sembra essere di vitale importanza per l'organizzazione.

## Cast

### Personaggi principali
- Jessica Hyde (stagioni 1-2), interpretata da Fiona O'Shaughnessy. È una donna che è da sempre stata in fuga dal Network. Suo padre, Philip Carvel, ha creato la graphic novel. Aine Garvey interpreta una giovane Jessica.
- Becky (stagioni 1-2), interpretata da Alexandra Roach. È convinta che ci sia una cospirazione che circonda la morte di suo padre, collegata al manoscritto di Utopia, ed è determinata a scoprire la verità. Viene rivelato che ha la misteriosa sindrome di Deel, per la quale sta assumendo farmaci per fermare i sintomi.
- Ian Johnson (stagioni 1-2), interpretato da Nathan Stewart-Jarrett. È un consulente informatico, poco meno che trentenne, che vive ancora con sua madre.
- Wilson Wilson (stagioni 1-2), interpretato da Adeel Akhtar. È un geek survivalista e teorico della cospirazione.
- Grant Leetham (stagioni 1-2), interpretato da Oliver Woollford. È un ragazzino di 11 anni con dei problemi, ma sul forum dove si conoscono i personaggi principali dichiarerà di averne 24.
- Michael Dugdale (stagioni 1-2), interpretato da Paul Higgins. È un funzionario statale che verrà ricattato dai membri del Network in quanto hanno prove che dimostrano che ha messo incinta una prostituta russa.
- Arby/Pietre (stagioni 1-2), interpretato da Neil Maskell. È un killer del Network che sta cercando Jessica Hyde e il manoscritto di Utopia.
- Milner (stagioni 1-2), interpretata da Geraldine James. È un'agente dell'MI5 a cui il gruppo si rivolge. Rose Leslie la interpreta da giovane.

### Personaggi ricorrenti
- Geoff Lawson (stagioni 1-2), interpretato da Alistair Petrie. È un politico e ministro della sanità, ed è inoltre il capo di Michael.
- Lee (stagioni 1-2), interpretato da Paul Ready. È un killer del Network che lavora con Arby.
- Christian Donaldson (stagioni 1-2), interpretato da Simon McBurney (stagione 1) e Michael Maloney (stagione 2). È uno scienziato al quale Michael Dugdale chiede aiuto.
- The Assistant (stagioni 1-2), interpretato da James Fox. È l'assistente di Letts, a capo delle Corvadt Industries, ed è un membro del Network.
- Jen Dugdale (stagioni 1-2), interpretata da Ruth Gemmell. È la moglie di Michael.
- Alice Ward (stagioni 1-2), interpretata da Emilia Jones. È una compagna di scuola di Grant.
- Conran Letts (stagione 1), interpretato da Stephen Rea. È apparentemente il capo del Network.
- Anya Levchenko (stagione 1), interpretato da Anna Madeley. È la prostituta che viene ingravidata da Michael.
- Bejan Chervo (stagione 1), interpretato da Mark Stobbart. È colui che ha il manoscritto originale di Utopia.
- Anton (stagione 2), interpretato da Ian McDiarmid. È un anziano rumeno che non ricorda chi fosse. Si scoprirà essere Philip Carvel, che si riteneva morto. Tom Burke lo interpreta da giovane.
- Leah Gorsand (stagione 2), interpretata da Sylvestra Le Touzel. È la CEO (Capo Esecutivo Ufficiale, o Amministratore Delegato) della Rochane Foundation.

## Produzione
Nell'aprile 2012, Channel 4 ha annunciato di aver commissionato una serie televisiva da 6 episodi dal titolo Utopia. La serie è scritta da Dennis Kelly e prodotta da Kudos Film and Television. Marc Munden è stato scelto come regista, Rebekah Wray-Rogers come produttrice, e Dennis Kelly, Jane Featherstone e Karen Wilson come produttori esecutivi. 

### Ideazione e sviluppo
Kudos Film & TV hanno contattato lo scrittore Dennis Kelly con l'idea di una cospirazione nascosta all'interno di un romanzo grafico. A Kelly piacque l'idea, ma la modificò in parte. La storia coinvolge un'organizzazione oscura chiamata The Network, e Kelly inizialmente ebbe l'idea che The Network potesse essere responsabile per l'aumento delle teorie cospirative perché pensavano che sarebbe stato il modo migliore per nascondere una vera cospirazione. Kelly ha detto di non credere nelle teorie del complotto, ma ne è affascinato. La serie ha richiesto circa due anni di gestazione.

### Post-produzione
Per emulare lo stile della graphic novel, Marc Munden ha scelto di utilizzare una palette Technicolor: "Il processo Technicolor a tre strisce è composto dai colori opposti: giallo, ciano, magenta. Mi interessavano i film con Doris Day degli anni '50 che hanno spinto quegli elementi distinti." Il colorista Aidan Farrell ha utilizzato il software Nucoda Film Master per ritoccare i colori nei frame più difficili. Con la seconda stagione, già sul set veniva fatto un processo di preparazione per la classificazione dei colori, detta color grading.

### Riferimenti a eventi realmente accaduti
Lo show più volte fa riferimento a una serie di eventi realmente accaduti e che incorpora nella sua narrazione cospirazionista. Durante la seconda stagione viene fatto riferimento agli omicidi di Aldo Moro, Carmine Pecorelli, Richard Sykes e Airey Neave. Viene menzionato anche il disastro del volo TWA Flight 841 ed eventi avvenuti nel giro di pochi giorni durante il 1979, come l'incidente di Three Mile Island.

### Cancellazione
La serie è stata cancellata da Channel Four il 12 agosto 2014 con la seguente dichiarazione:

## Episodi
| Stagione         | Episodi | Prima TV UK |
| ---------------- | ------- | ----------- |
| Prima stagione   | 6       | 2013        |
| Seconda stagione | 6       | 2014        |

## Accoglienza
La prima stagione ricevette generalmente critiche positive, con apprezzamenti per lo stile visivo, ma anche preoccupazioni per l'estrema violenza. Aidan Smith del The Scotsman nota sia le sue "immagini sorprendenti" quanto la "sorprendente violenza", mentre Tom Sutcliffe del The Independent la descrive come una fantasia distopica "partortita con un grande stile visivo" ma non fu convinto che tutta quella violenza fosse necessaria. Mark Monahan del The Daily Telegraph lo descrive come "una dark, allettante e misteriosa proposta", mentre Sam Wollaston del The Guardian lo definisce "un lavoro di brillante immaginazione", "un incubo del ventunesimo secolo" che "appare bellissimo", ma si è anche interrogato sulla gratuità della violenza.

## Controversie
L'Ofcom, l'autorità competente e regolatrice indipendente per le società di comunicazione nel Regno Unito, ha ricevuto 44 reclami a causa della serie, che includevano lamentele a proposito della violenza, del linguaggio scurrile e della presenza di attori minorenni in contesti per adulti. 37 di questi reclami erano per la scena della strage in una scuola media presente all'inizio del terzo episodio. Channel 4 ne ricevette 28 sempre per la medesima scena, che andò in onda un mese dopo la sparatoria nella Sandy Hook Elementary School in Connecticut, USA. La rete televisiva rispose: "Channel 4 ha pensato molto attentamente se continuare a trasmettere Utopia come da palinsesto. La serie non è in alcun modo basata su eventi reali e le scene di violenza sono giustificate da un contesto interno alla trama. Tutto il materiale è stato attentamente considerato in conformità con la Ofcom Broadcasting Code e siamo convinti che, essendo opportunamente programmato in uno slot di seconda serata e preceduto da chiari avvertimenti in onda sulla violenza e il linguaggio molto forte presenti, potrebbe essere trasmesso come pianificato."
Nella seconda stagione l'utilizzo di eventi realmente accaduti, come l'omicidio di Airey Neave, ha attirato nuove critiche, incluse quelle dei familiari del politico. In risposta a ciò, Channel 4 ha diramato un comunicato in cui afferma che la serie è di finzione e "non è nelle intenzioni [di Channel 4] causare offese e Utopia non suggerisce che altre organizzazioni reali siano responsabili per la morte di Airey Neave."

## Influenze culturali
Il suo stile visivo ha influenzato molte opere successive, in particolare la trilogia di Smetto quando voglio di Sydney Sibilia.

## Remake
Nel 2014 era stato pianificato da HBO un remake americano della serie, la cui regia sarebbe stata affidata a David Fincher, con la collaborazione della sceneggiatrice Gillian Flynn, ma a causa di alcune controversie sul budget tra HBO e il direttore David Fincher il progetto è stato cancellato nel luglio 2015.
Nell'aprile 2018 viene annunciato che il remake è stato resuscitato da Amazon Prime Video, sempre con Gillian Flynn come responsabile del programma ma senza Fincher. All'inizio del 2019 vengono annunciati Sasha Lane nel ruolo di Jessica Hyde, Rainn Wilson in quelli di Michael Stearns, Dan Byrd in quelli di Ian e Cory Michael Smith in quelli di Thomas Christie.